# Sun Life Assurance Society

New rates of the Sun Life Assurance Society, 1820 (Fondazione Mansutti, Milano).

La Sun Life Assurance Society è stata una compagnia di assicurazione britannica del XIX secolo.
Nel 1710 fu fondata la Sun Fire Office per l'assicurazione incendio e dopo circa un secolo di profitti gli azionisti si convinsero a istituire una nuova società per ampliare l'area d'interesse. Nell'aprile 1810 nasceva la nuova compagnia, che evitò di utilizzare i lavori dell'attuario Francis Baily, critico verso le tavole di mortalità di Northampton, affidandosi invece alla consulenza di Joshua Milne. Milne utilizzava il metodo scientifico per elaborare i premi assicurativi e applicò delle tariffe, poi in uso per il resto del secolo.